# Euphydryas
Euphydryas Scudder, 1872 è un genere di lepidotteri appartenente alla famiglia Nymphalidae, a distribuzione olartica.

## Etimologia
Il nome deriva dal greco εὐφυής, euphyìs, cioè naturalmente adatto, naturalmente idoneo, e δρύος, dryos, cioè boscaglia, bosco, ad indicare l'habitat preferenziale.

## Distribuzione
Il genere è presente in tutta Europa con prevalenza dell'intero arco alpino, dell'Inghilterra occidentale, dell'Irlanda e della Finlandia e Svezia meridionale; in America settentrionale (USA orientali, regione dei Grandi laghi, California, Columbia Britannica e Alberta); si hanno notizie di rinvenimenti sporadici anche in Asia nordorientale.

## Tassonomia
Dal lavoro di Zimmermann et al. del 2000, sulla base di analisi del DNA mitocondriale, di questo genere si conoscono 17 specie e due sottospecie; le specie vengono suddivise in 4 gruppi, in attesa di ulteriori analisi per poter definire meglio eventuali sottogeneri:
Euphydryas (gruppo di specie):
- Euphydryas phaeton (Drury, 1773)

Hypodryas (gruppo di specie):
- Euphydryas cynthia (Schiffermüller, 1775)
- Euphydryas gillettii (Barnes, 1897)
- Euphydryas ichnea (Boisduval, 1833)
- Euphydryas iduna (Dalman, 1816)
- Euphydryas maturna (Linnaeus, 1758)

Occidryas (gruppo di specie):
- Euphydryas anicia (Doubleday, 1847)
- Euphydryas chalcedona (Doubleday, 1847)
- Euphydryas editha (Boisduval, 1852)
  - Euphydryas editha bayensis
  - Euphydryas editha quino

Eurodryas (gruppo di specie):
- Euphydryas asiatica (Staudinger, 1881)
- Euphydryas aurinia (Rottemburg, 1775)
- Euphydryas desfontainii (Godart, 1819)
- Euphydryas glaciegenita (Verity, 1928) - Alpi italiane e svizzere (endemismo)
- Euphydryas merope (Prunner, 1798)
- Euphydryas orientalis (Herrich-Schäffer, 1851)
- Euphydryas provincialis (Boisduval, 1828)
- Euphydryas sibirica (Staudinger, 1871)

## Galleria d'immagini

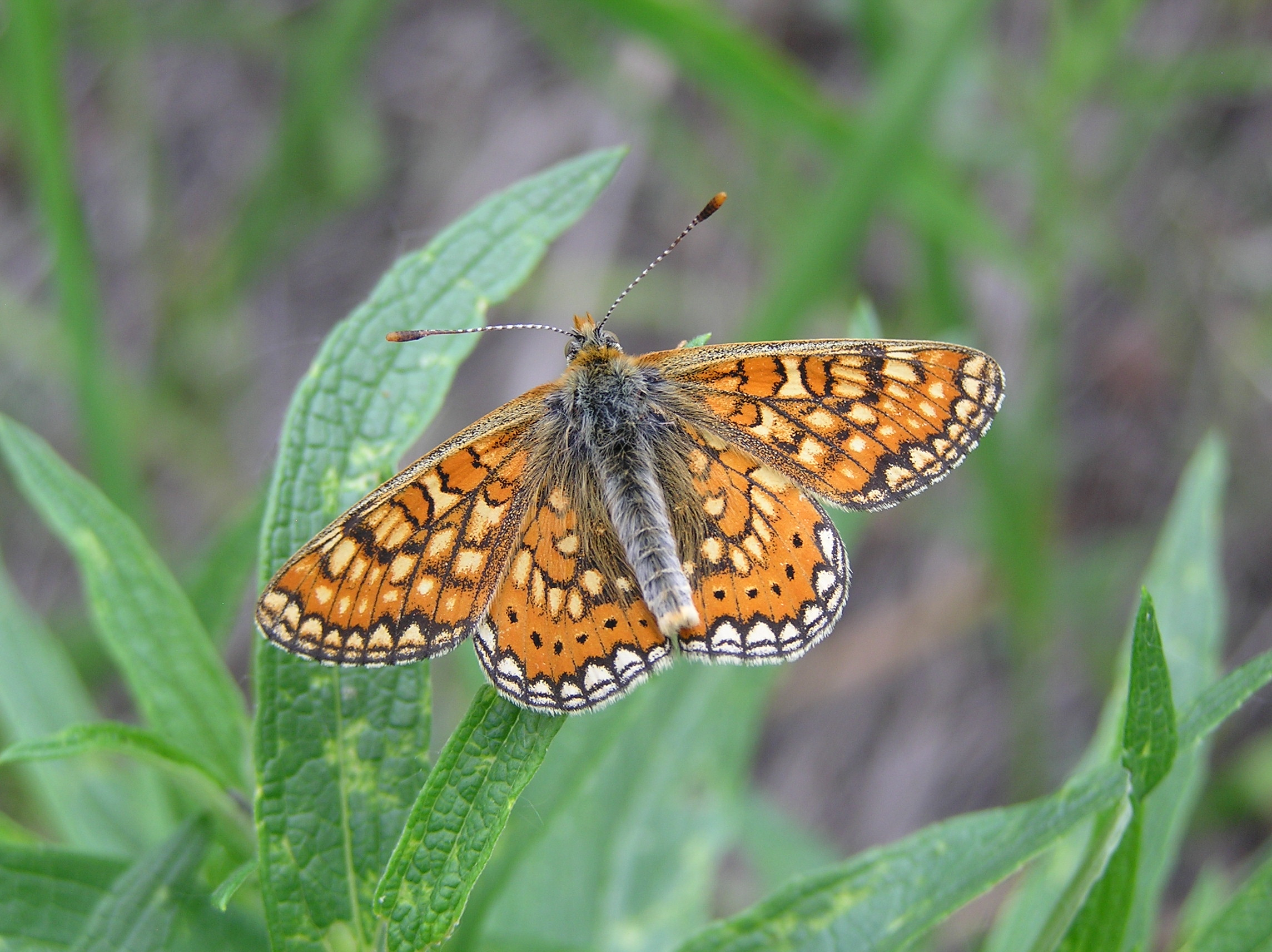
Euphydryas aurinia, maschio
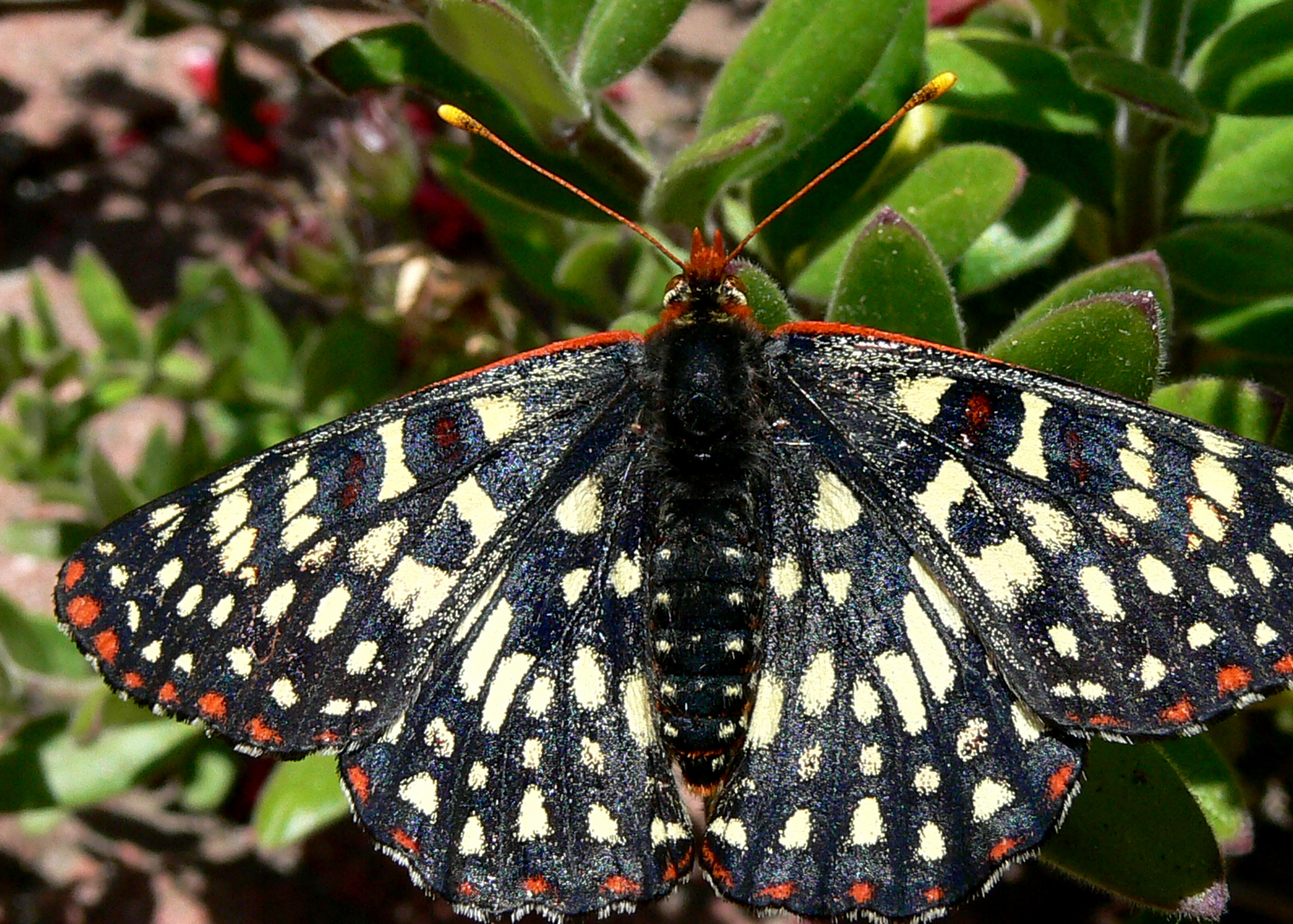
Euphydryas chalcedona
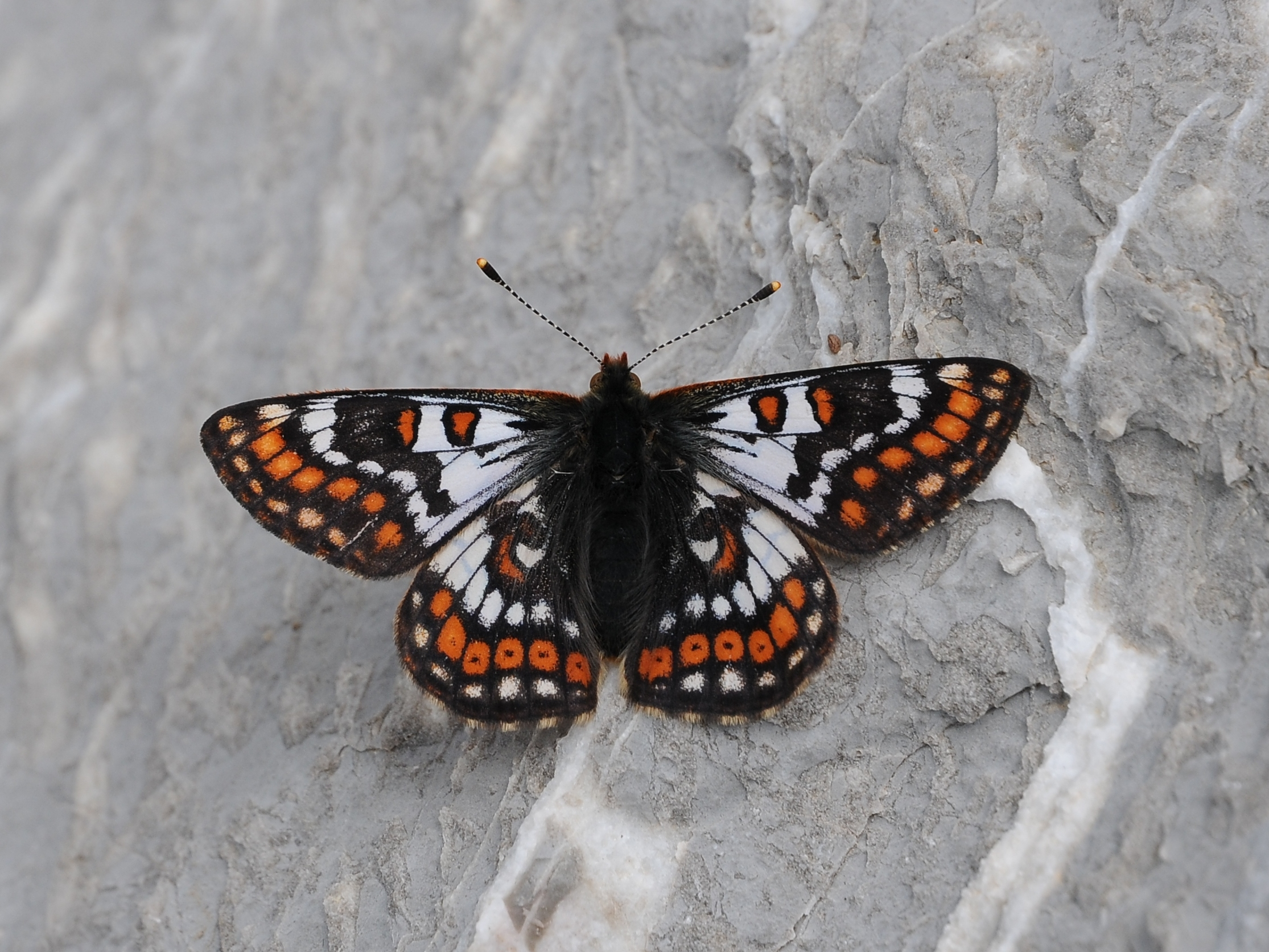
Euphydryas cynthia, maschio
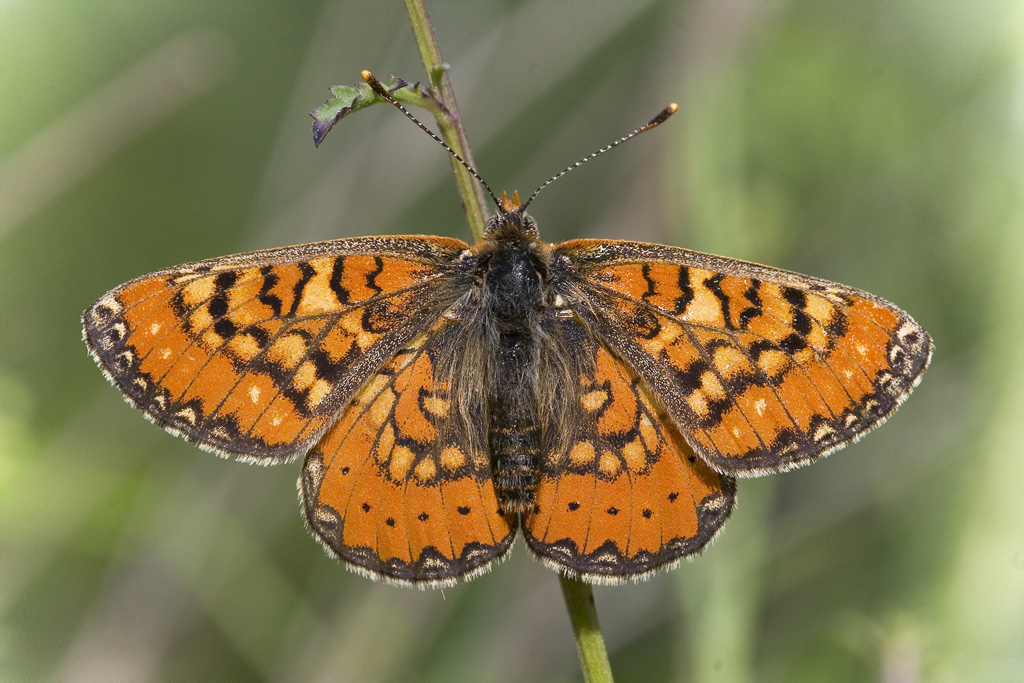
Euphydryas desfontainii
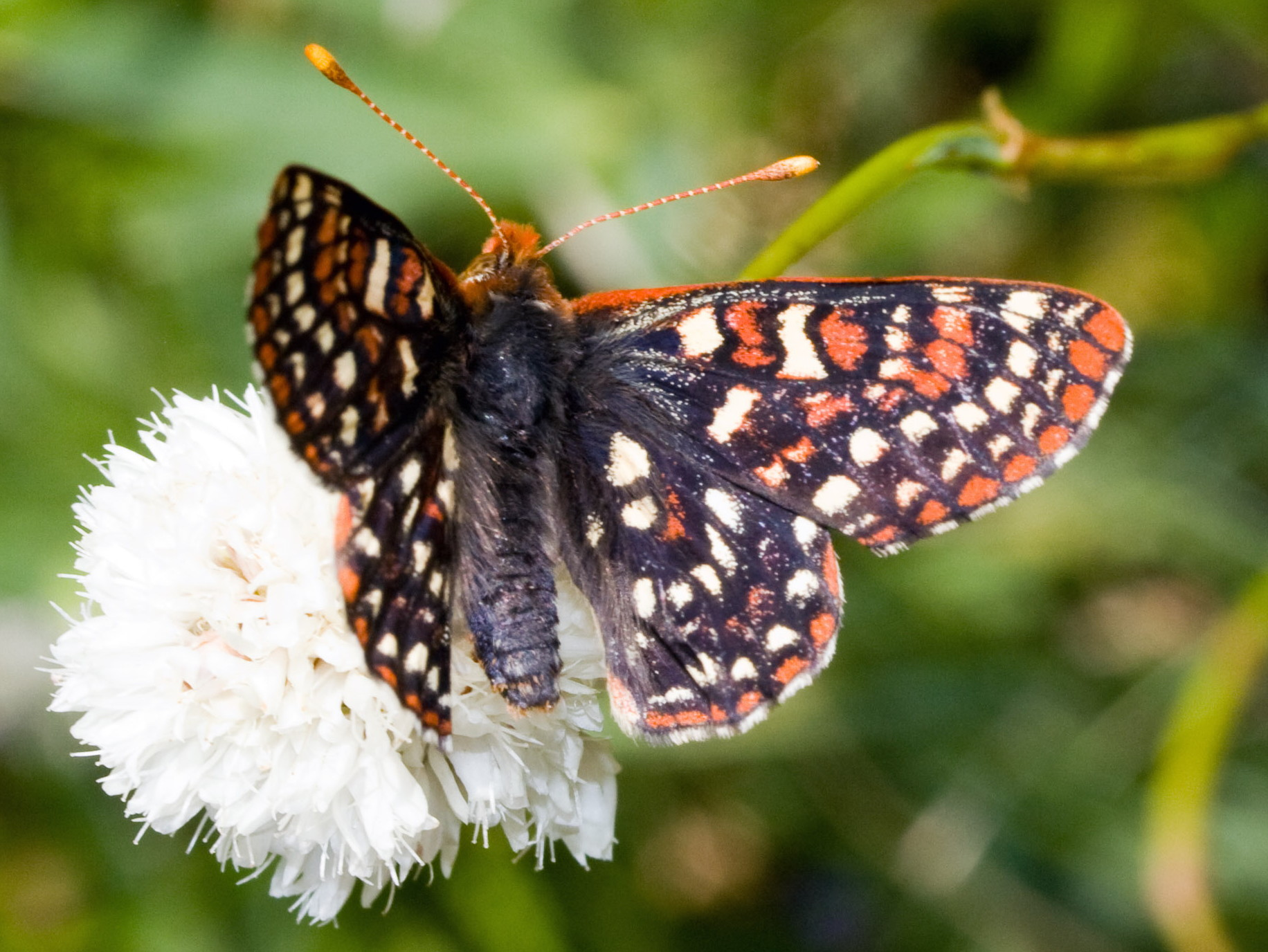
Euphydryas editha
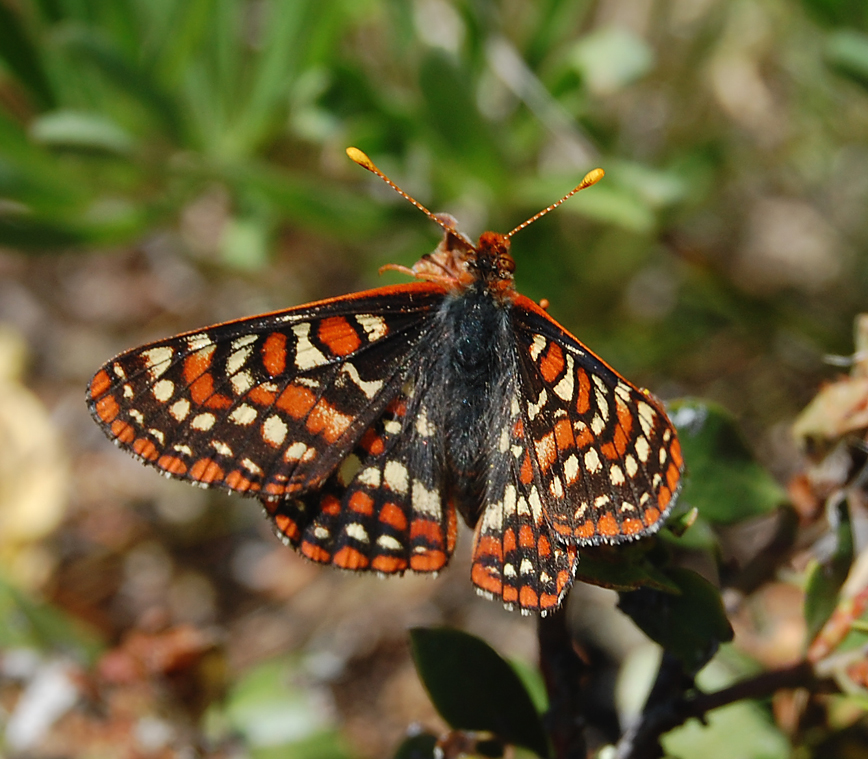
Euphydryas editha bayensis
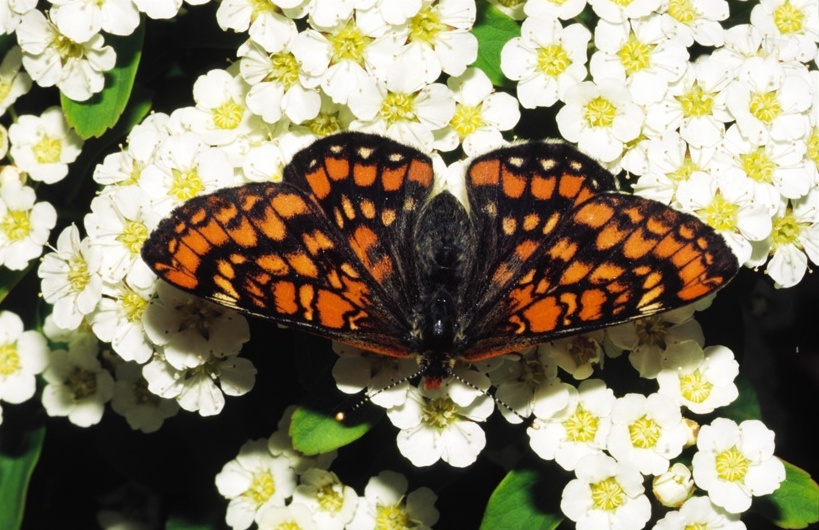
Euphydryas maturna
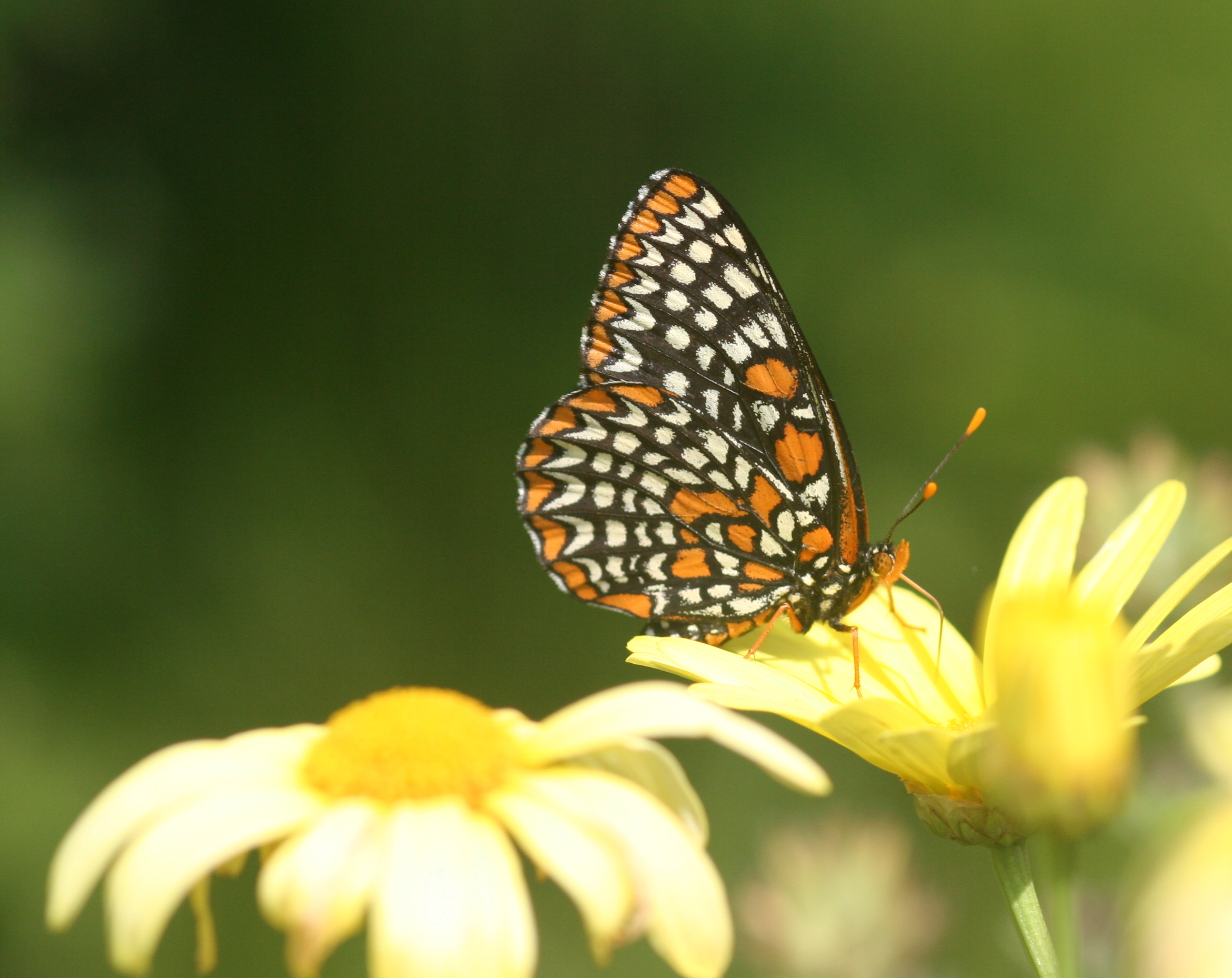
Euphydryas phaeton
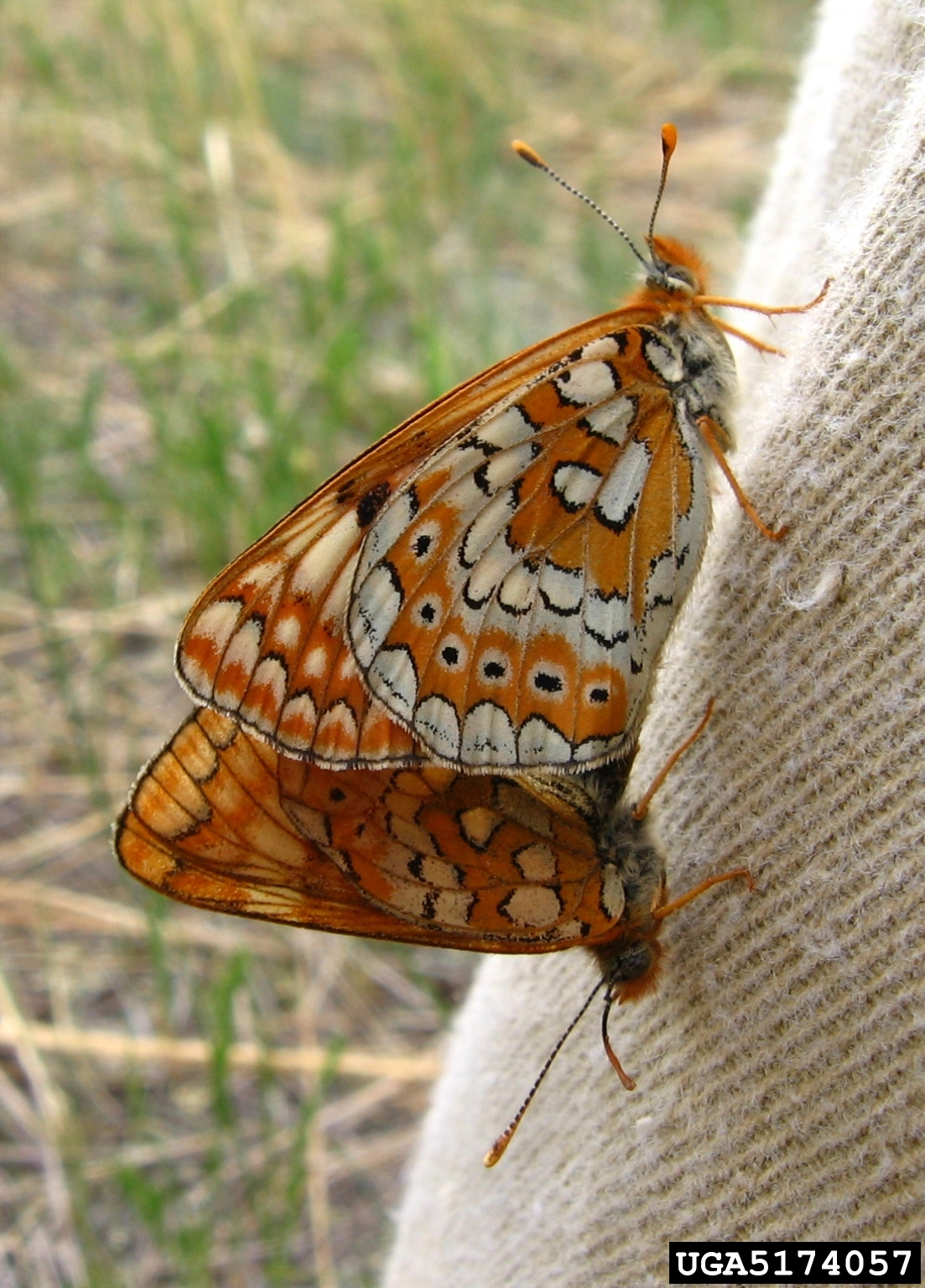
Euphydryas sibirica